# اولنکین
| سامانه  | ردیف  | اشکوب      | سن (میلیون سال) |
| ------- | ----- | ---------- | --------------- |
| ژوراسیک | پیشین | هتانجین    | → پس از آن      |
| تریاس   | پسین  | راتین      | ۲۰۱٫۳–۲۰۸٫۵     |
| تریاس   | پسین  | نورین      | ۲۰۸٫۵–۲۲۸       |
| تریاس   | پسین  | کارنین     | ۲۲۸–۲۳۵         |
| تریاس   | میانه | لادینین    | ۲۴۲–۲۳۵         |
| تریاس   | میانه | آنیسین     | ۲۴۲–۲۴۷٫۲       |
| تریاس   | پیشین | اولنکین    | ۲۴۷٫۲–۲۵۱٫۲     |
| تریاس   | پیشین | ایندون     | ۲۵۱٫۲–۲۵۲٫۲     |
| پرمین   | پرمین | چانگسینگین | → پیش از آن     |

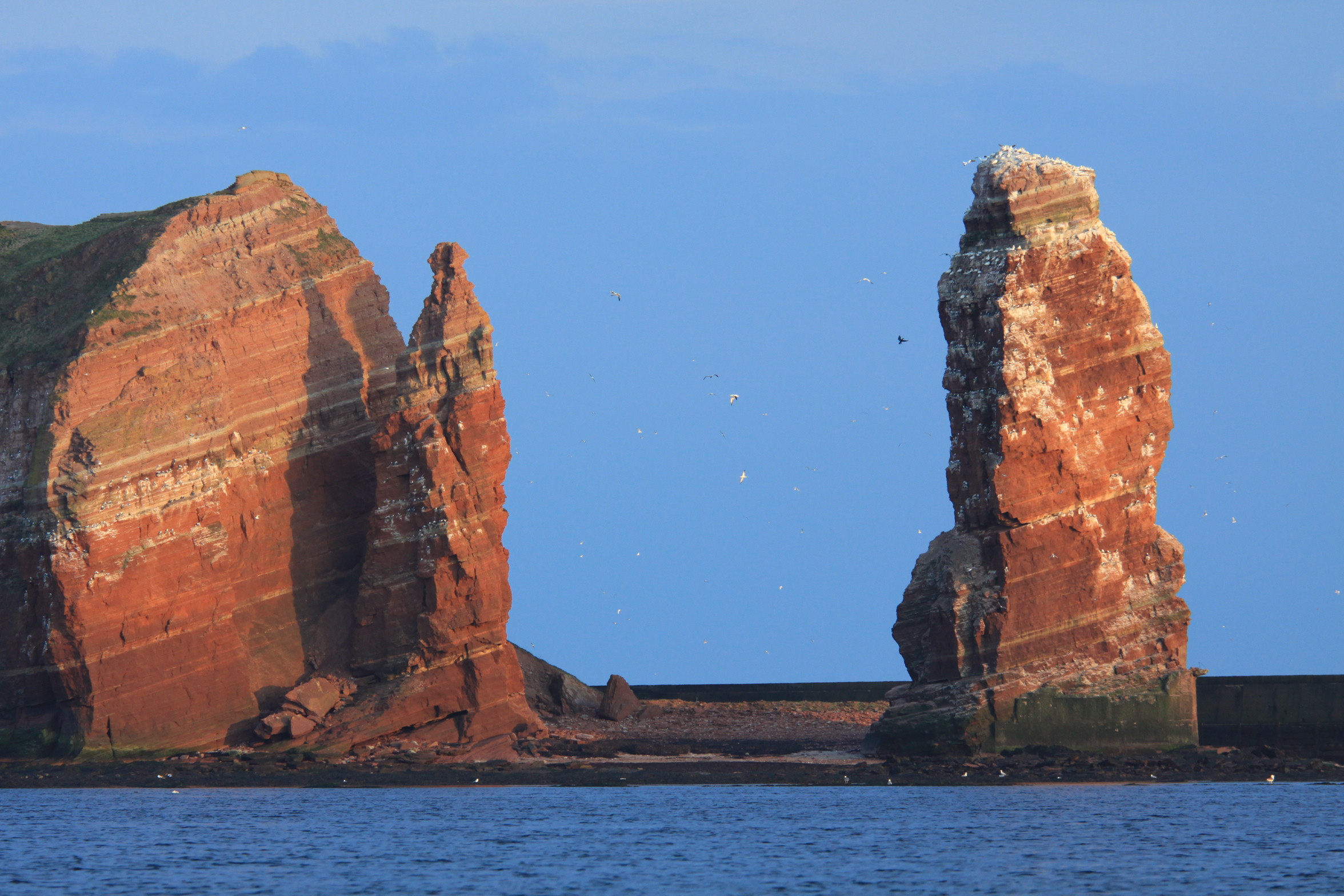
چینه‌های متعلق به دوره اولنکین در جزیره هلگولند آلمان

اولنکین (انگلیسی: Olenekian) در مقیاس زمانی زمین‌شناسی، یک اشکوب یا عصر از ردیف یا دور تریاس پیشین به‌شمار می‌رود. اولنکین در ستون چینه‌شناسی پس از اشکوب ایندون و پیش از آسینین جای می‌گیرد. عصر اولنکین از حدود ۲۵۱٫۲ میلیون سال پیش آغاز شده و تا ۲۴۷٫۲ میلیون سال پیش ادامه یافت.
شاه‌خزندگان شامل گروهی از کوروکودیل‌ها، پتروزارها، دایناسورها، خزندگان دسته‌ای از دوکمانان هستند که از طی عصر اولنکین از شاه‌سوسمارشکلان تکامل یافتند.

## نام‌گذاری
نام اولنکین از رود اولنیوک در سیبری گرفته شده است. این نام در سال ۱۹۵۶ توسط چینه‌شناسان روسی معرفی شد.